# Saint-Pierre-de-Mézoargues
Saint-Pierre-de-Mézoargues è un comune francese di 260 abitanti situato nel dipartimento delle Bocche del Rodano della regione della Provenza-Alpi-Costa Azzurra.

## Società

### Evoluzione demografica
Abitanti censiti